# Adruzilo Lopes
Adruzilo Lopes, né le 16 octobre 1962 à Regilde-Felgueiras, est un pilote de rallyes portugais.

## Biographie
Sa carrière s'étale sur une trentaine d'années depuis 1988, étant toujours active à 50 ans passés.
Luis Lisboa a été son principal copilote, de 1989 à 2003.
Son meilleur résultat en WRC est une 10e place au classement général de son rallye national en 1997, ainsi qu'une 11e en 2000. Il a également terminé 12e du rallye Monte-Carlo en 1998, et du rallye de Catalogne en 2001.
Il reste toujours en activité en 2013.

## Palmarès (au 30/12/2013)

### Titres
- Triple Champion du Portugal des rallyes, en 1997 et 1998 (sur Peugeot 306 Maxi), et 2001 (sur Peugeot 206 WRC), le tout avec L.Lisboa;
- Champion du Portugal du Groupe N: 2009;
- Champion du Portugal 2L/2WD: 2010;
  - Vice-champion d'Europe des rallyes, en 2001;
  - Vice-champion du Portugal des rallyes, en 2000;
  - 3e du championnat du Portugal, en 2009;

### 7 victoires en ERC
- Rallye Route du Soleil: 1996, 1997, 1998 et 1999;
- Rallye du centre du Portugal: 2000 et 2001;
- Rallye de Madère: 2001;

### 27 victoires en championnat du Portugal
- Rallye Route du Soleil: 1996, 1997, 1998 et 1999;
- Rallye Maiashopping: 1996 et 1997;
- Rallye de Varzim: 1997;
- Rallye Oliveira do Hospital: 1997;
- Rallye de Madère: 1997 (3e au général) et 2001;
- Rallye Solverdes: 1997;
- Rallye de Algarve: 1997 et 1998;
- Rallye du Portugal: 1997 (10e au général) et 2000 (11e au général);
- Rallye du Football Club de Porto: 1998 et 2000;
- Rallye de Solverfe: 1998;
- Rallye Lafões: 1998 et 1999;
- Rallye Casino da Póvoa: 1999, 2000 et 2001;
- Rallye du centre du Portugal: 2000 et 2001;
- Rallye des Açores: 2001 (2e au général);
- Rallye Casino de Espinho: 2003.